# Rafael Mendes de Carvalho
Rafael Mendes de Carvalho Junior (Laguna, 1817 — Rio de Janeiro, 1870) foi um pintor, desenhista, caricaturista, cenógrafo, litógrafo e arquiteto brasileiro.
Em 1841 matriculou-se na Escola de Arquitetos Medidores em Niterói, e trabalhou na reforma do Theatro São Pedro de Porto Alegre, juntamente com Olivier, Malivert, Lopes de Barros e Porto-Alegre, de quem tornou-se discípulo.
Ingressou na Academia Imperial de Belas Artes em 1842, e recebeu o prêmio de viagem ao exterior, permanecendo fora do Brasil até 1845.
Colaborou como caricaturista na revista A Lanterna Mágica de Manuel de Araújo Porto-Alegre, a primeira revista de caricatura do Rio de Janeiro, lançada em 1844.
Entre 1850 e 1851 viajou para a Argentina e o Uruguai, onde trabalhou como retratista e caricaturista, e litografando o material documentado da Guerra do Prata; de volta ao Brasil, criou um ateliê em Porto Alegre, trabalhando como retratista e passando a ensinar desenho e pintura, entre 1855 e 1857.